# Paraíso de Chabasquén
Paraíso de Chabasquén est le chef-lieu de la municipalité de Monseñor José Vicente de Unda dans l'État de Portuguesa au Venezuela. Autour de la ville s'articule la division territoriale et statistique de Capitale Monseñor José Vicente de Unda. Son économie est essentiellement tournée vers le secteur primaire (production de café, bananes) et secondaire (transformation du café). Sa population est estimée à 20 574 habitants.

## Sources
- (es) Cet article est partiellement ou en totalité issu de l’article de Wikipédia en espagnol intitulé « Paraíso de Chabasquén » (voir la liste des auteurs).